# Манаира
Манаира (порт. Manaíra) — муниципалитет в Бразилии, входит в штат Параиба. Составная часть мезорегиона Сертан штата Параиба. Входит в экономико-статистический микрорегион Серра-ду-Тейшейра. Население составляет 9806 человек на 2006 год. Занимает площадь 352,566 км². Плотность населения — 27,8 чел./км².

## Статистика
- Валовой внутренний продукт на 2003 год составляет 21 492 578,00 реалов (данные: Бразильский институт географии и статистики).
- Валовой внутренний продукт на душу населения на 2003 год составляет 2125,45 реалов (данные: Бразильский институт географии и статистики).
- Индекс развития человеческого потенциала на 2000 год составляет 0,549 (данные: Программа развития ООН).